# Fino-Escandinávia

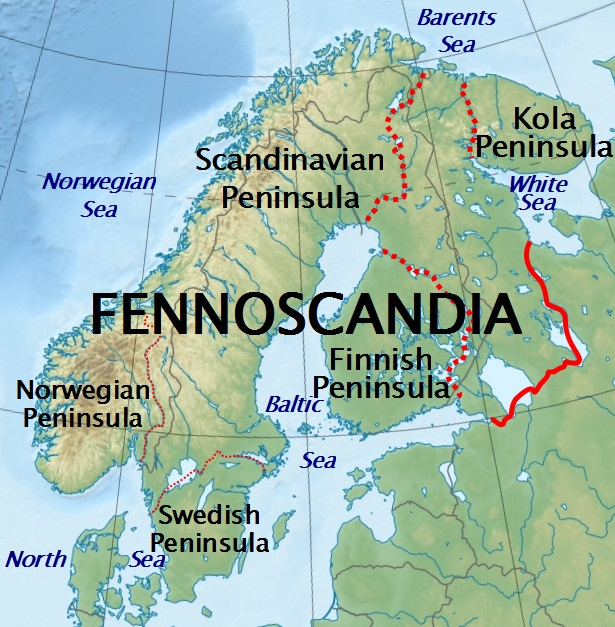
Escandinávia, Fenoscândia e a península de Cola

Fino-Escandinávia ou Fenoscândia é um termo geográfico e geológico usado para descrever a península Escandinava, a península de Cola, a região da Carélia e Finlândia. O canal Mar Branco-Báltico separa a Fino-Escandinávia do continente da Rússia.
Inicialmente o termo Fino-Escandinávia foi introduzido em 1898 pelo geólogo finlandês Wilhelm Ramsay para delimitar uma região geológica denominada escudo báltico, que abrange os países Noruega, Suécia, Finlândia e o norte da Dinamarca.
Hoje em dia, o termo Fino-Escandinávia também é usado para descrever o contato histórico e cultural entre os lapões, os povos fínicos, os suecos e noruegueses.
Fino-Escandinávia não inclui, ao contrário dos países nórdicos, a Dinamarca, Islândia, Groenlândia.